# تقاطع غیرهمسطح

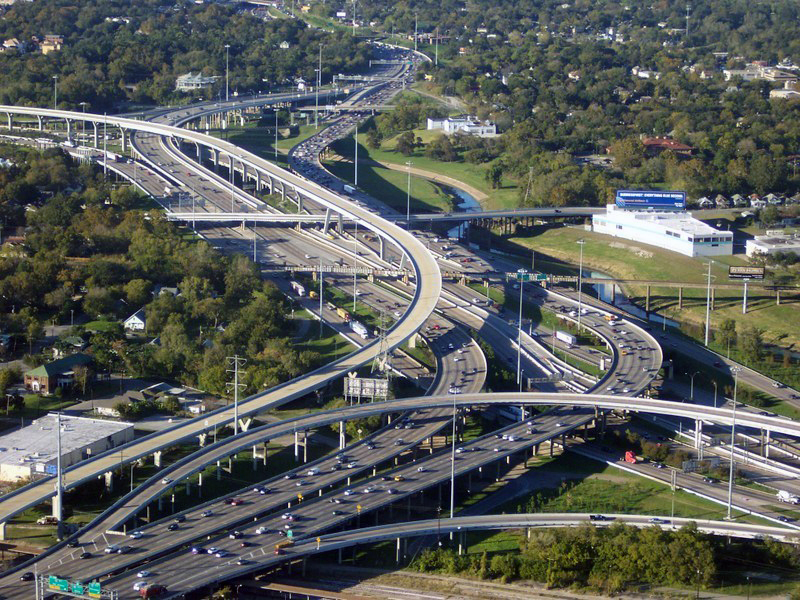
تقاطع آزادراه‌های I-10 و I-45 در شهر هیوستون آمریکا.

تقاطع غیرهم‌سطح محل برخورد دو یا چند راه ارتباطی است وقتی هریک از این راه‌های ارتباطی در ارتفاعات مختلفی از سطح زمین ساخته شده‌باشند، به‌طوری که عبورومرور یک‌دیگر را مختل نکنند. دربرابر این نوع تقاطع، تقاطع همسطح قرار دارد.
استفاده از تقاطع‌های غیرهم‌سطح یکی از راهکارهای مؤثر برای روانی عبورومرور است و از مباحث موردتوجه در مدیریت شهری، مهندسی ترافیک، مهندسی راه و ترابری و مهندسی عمران می‌باشد.

## مزایا و معایب

### مزایا
تقاطع‌های غیرهم‌سطح عموما باعث حرکت آزادانه‌‌ی ترافیک شده، توقف‌ها را کاهش داده و منجر به افزایش‌ سرعت حمل‌ونقل می‌شوند؛ از این‌رو، حداکثر سرعت مجاز در جاده‌های دارای تقاطع‌های غیرهم‌سطح، معمولاً بالاتر از سایر جاده‌هاست. به‌علاوه، ریسک تصادفات در تقاطع‌های غیر‌هم‌سطح کم‌تر است.

## شهرهای دوطبقه شهرهای آینده
شهرهایی که به‌وفور از تقاطع‌های غیرهمسطح بهره می‌برند اصطلاحاً شهرهای دوطبقه خوانده می‌شوند. تقاطع‌های غیرهمسطح از بار ترافیکی معابر کاسته و به‌سرعت بیش‌تر عبورومرور خودروها، کاهش تلفات انرژی و زمان و نیز پایین‌آمدن آمار تصادف‌ها کمک شایانی می‌کنند. درحال حاضر اکثر شهرهای پیش‌رفته و بزرگ جهان یا پیش‌تر دوطبقه شده‌اند یا به‌سوی دوطبقه‌شدن حرکت می‌کنند. مانند: تهران.